# Palosaari (ö i Finland, Norra Savolax, Nordöstra Savolax, lat 63,57, long 28,59)
Palosaari eller Syrjä-Keyrityn saari är en ö i Finland. Den ligger i sjön Ylä-Keyritty och i kommunen Rautavaara i den ekonomiska regionen  Nordöstra Savolax ekonomiska region  och landskapet Norra Savolax, i den centrala delen av landet, 400 km nordost om huvudstaden Helsingfors. Öns area är 0,5 hektar och dess största längd är 150 meter i sydöst-nordvästlig riktning.